# Sawahan (Lengkong)
Sawahan is een bestuurslaag in het regentschap Nganjuk van de provincie Oost-Java, Indonesië. Sawahan telt 2761 inwoners (volkstelling 2010).